# Federico García Lorca
Federico García Lorca (Fuente Vaqueros, Granada, 5 de junio de 1898-camino de Víznar a Alfacar, Granada, 18 de agosto de 1936) fue un poeta, dramaturgo y prosista español. Adscrito a la generación del 27, fue el poeta de mayor influencia y popularidad de la literatura española del siglo XX y como dramaturgo se le considera una de las cimas del teatro español del siglo XX. Fue asesinado por el bando sublevado un mes después del golpe de Estado que provocó el inicio de la guerra civil española.

## Biografía
Nació el 5 de junio de 1898 en el municipio granadino de Fuente Vaqueros, en el seno de una familia de posición económica desahogada, y fue bautizado como Federico del Sagrado Corazón de Jesús García Lorca. Su padre fue el hacendado Federico García Rodríguez (1859-1945) y su madre, Vicenta Lorca Romero (1870-1959), segunda esposa de su padre, maestra de escuela que fomentó el gusto literario de su hijo. Su primera casa, en Fuente Vaqueros, es en la actualidad un museo. Tuvo cuatro hermanos: Luis (1900-1902), Francisco (1902-1976), Concha (1903-1962) e Isabel (1909-2002). 

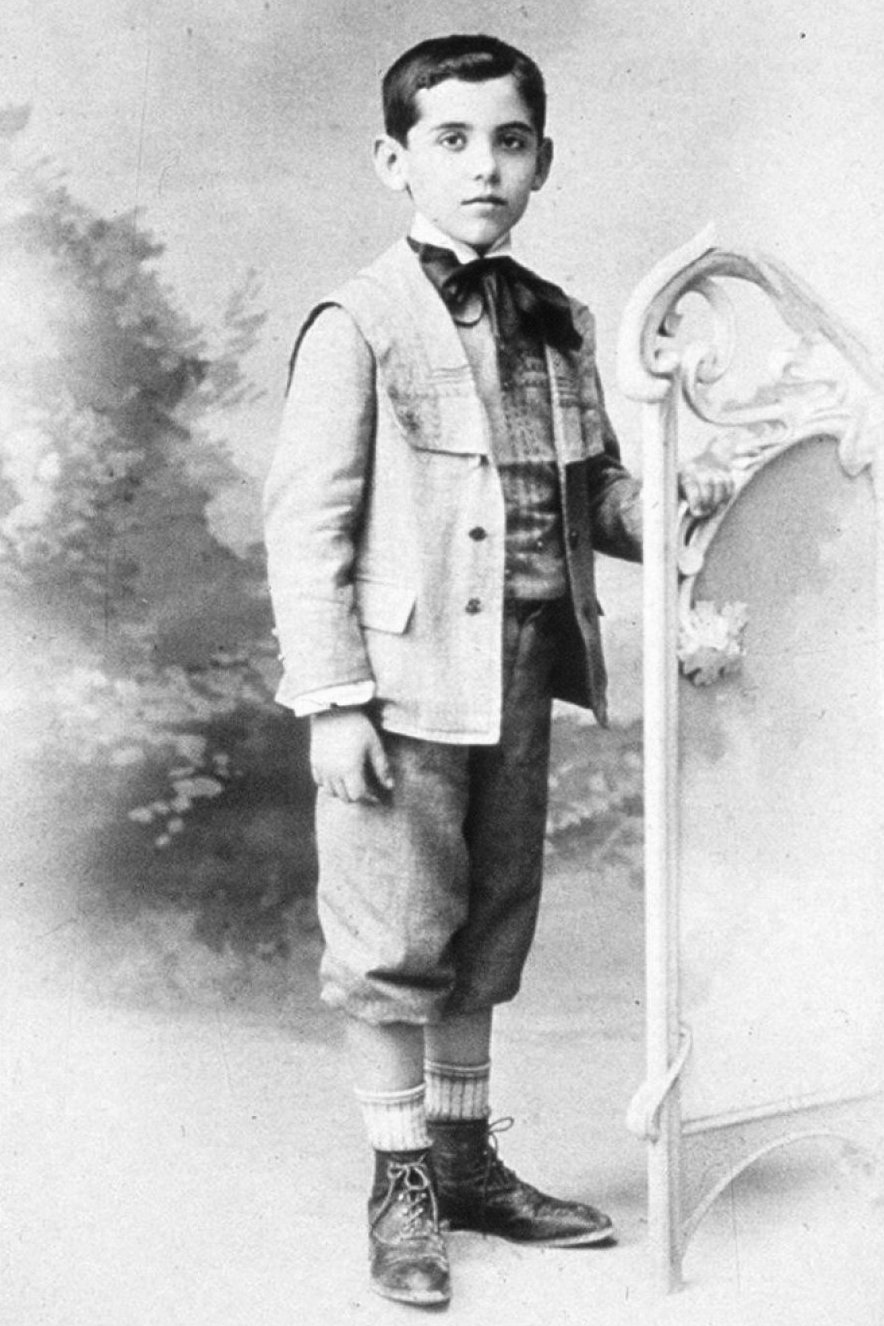
Federico García Lorca a los seis años de edad.

En el año 1906 se iría a vivir con su tutor Antonio Rodríguez Espinosa a Almería, viviendo allí durante el curso de 1907-1908 y los meses de julio y agosto de ese mismo año. Pero cayó enfermo de una enfermedad bucal, lo que hizo que se trasladase a Granada y estudiara a partir de 1909 en el Sagrado Corazón de Jesús.
En su adolescencia se interesó más por la música que por la literatura; estudió piano con Antonio Segura Mesa y entre sus amigos de la universidad lo conocían más como músico que por escritor novel. En 1926 en la casa solariega de la familia García-Trevijano en Órgiva, estrenó al piano una mazurca compuesta por Manuel de Falla para Carmen García-Trevijano, a la sazón tía del abogado y político antifranquista Antonio García-Trevijano.

### Juventud y primeras obras
En 1914 se matriculó en la Universidad de Granada para estudiar las carreras de Filosofía y Letras y de Derecho. Durante esta época, el joven Lorca se reunía con otros jóvenes intelectuales en la tertulia El Rinconcillo del café Alameda.
En la Universidad recibió clases de Martín Domínguez Berrueta, el cual llevó a Lorca y a sus compañeros de viaje por Baeza, Úbeda, Córdoba, Ronda, León, Burgos y Galicia. Estos viajes por distintas partes de España fueron los que despertaron su vocación como escritor. De hecho, fruto de esto surgió su primer libro en prosa Impresiones y paisajes, publicado en 1918, una pequeña antología de sus mejores páginas en prosa sobre temas políticos y sobre sus intereses estéticos.

### Vida en la Residencia de Estudiantes
En la primavera de 1919, varios de sus amigos de la tertulia El Rinconcillo se trasladaron a Madrid, y Lorca, gracias a la ayuda de Fernando de los Ríos, quien le ayudó a convencer a sus padres a seguir sus estudios en la Residencia de Estudiantes, no tardó en unirse a ellos. Así pasó el poeta a formar parte de esta institución.
La Residencia de Estudiantes era en aquella época un hervidero intelectual que acogió a figuras de la talla de Albert Einstein, John Maynard Keynes y Marie Curie, lo que influyó enormemente en la formación intelectual de Lorca. De esta forma, entre 1919 y 1926, se relacionó con muchos de los escritores e intelectuales más importantes de España, como Luis Buñuel, Rafael Alberti o Salvador Dalí y consiguió huir del tedio cultural provinciano, que odiaba, como escribió a su amigo el compositor Adolfo Salazar:

Estoy encendío como una rosa de cien hojas, pero la realidad me encierra en su casa fea de espartos. Me escriben de la Residencia diciéndome que no tienen habitación. ¡Esto es terrible! ¿Cómo voy yo a irme a otra parte? Me asustan los ambientes Baroja y Galdós, la patrona, el estudiante vicioso... ¡Qué horror! Pues no digamos nada los ambientes Zamacois, etc... ¡Es horrible! Así pues, hasta que tenga habitación sola en la Residencia no voy a Madrid... ¡Qué pena! [...] Tengo mala sombra. Y me hace falta salir, ¿lo oyes? Yo me ahogo. Este ambiente provinciano terrible y vacío llena mi corazón de telarañas.

Entre 1919 y 1921 Lorca publicó Libro de poemas, compuso sus primeras Suites, estrenó El maleficio de la mariposa y desarrolló otras piezas teatrales. También durante esta etapa, gracias otra vez a la ayuda de Fernando de los Ríos, tuvo ocasión de conocer a Juan Ramón Jiménez, que influyó en su visión de la poesía y con el que llegó a tener mucha amistad.

En mayo de 1921 Lorca volvió a Granada, teniendo así la oportunidad de conocer al maestro Manuel de Falla, que se había instalado con su hermana Carmen Falla en la ciudad en septiembre del año anterior. Su amistad les llevó a emprender varios proyectos en torno a la música, el cante jondo, los títeres y otras actividades artísticas paralelas. Ese mismo año Lorca escribió el Poema del cante jondo, obra que se publicó en 1931. Esos años en Granada giraron alrededor de dos focos culturales: Falla y la tertulia El Rinconcillo, reunida en el café Alameda.

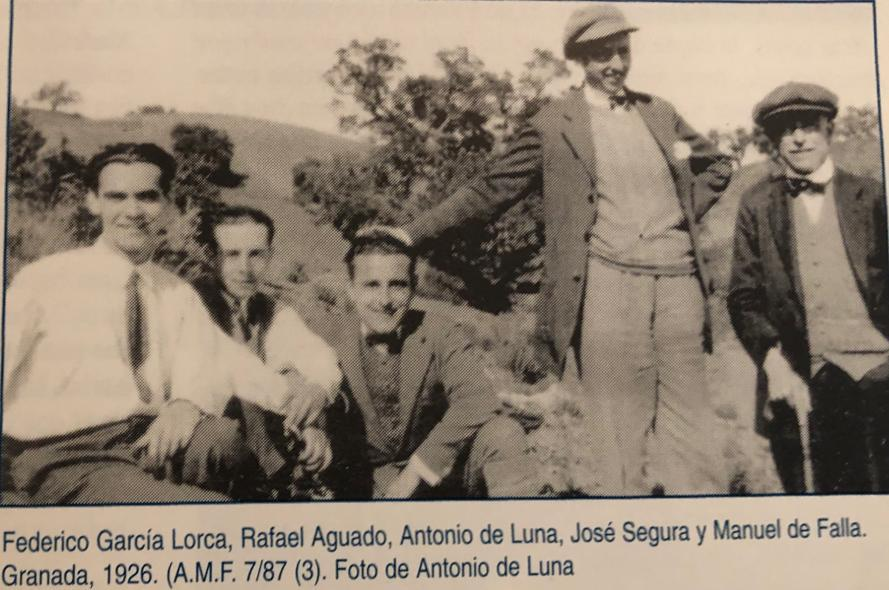
Excursión realizada en Granada por Federico García Lorca y amigos (1926)

El 6 de enero de 1923, festividad de los Reyes Magos, Falla participó en una fiesta privada montada por Federico, Adolfo Salazar y Hermenegildo Lanz, dedicada a dos niñas de la familia, su hermana Isabel y Laura, la hija de Fernando de los Ríos. Se representó una adaptación lorquiana para títeres de cachiporra del cuento La niña que riega la albahaca y el príncipe preguntón, un entremés atribuido a Cervantes y el Misterio de los Reyes Magos, un auto sacramental del siglo XIII, para el que Falla había colaborado en la composición de la música incidental. Aquel mismo año Lorca y Falla trabajaron en una opereta lírica, Lola, la comedianta, obra que nunca terminaron.

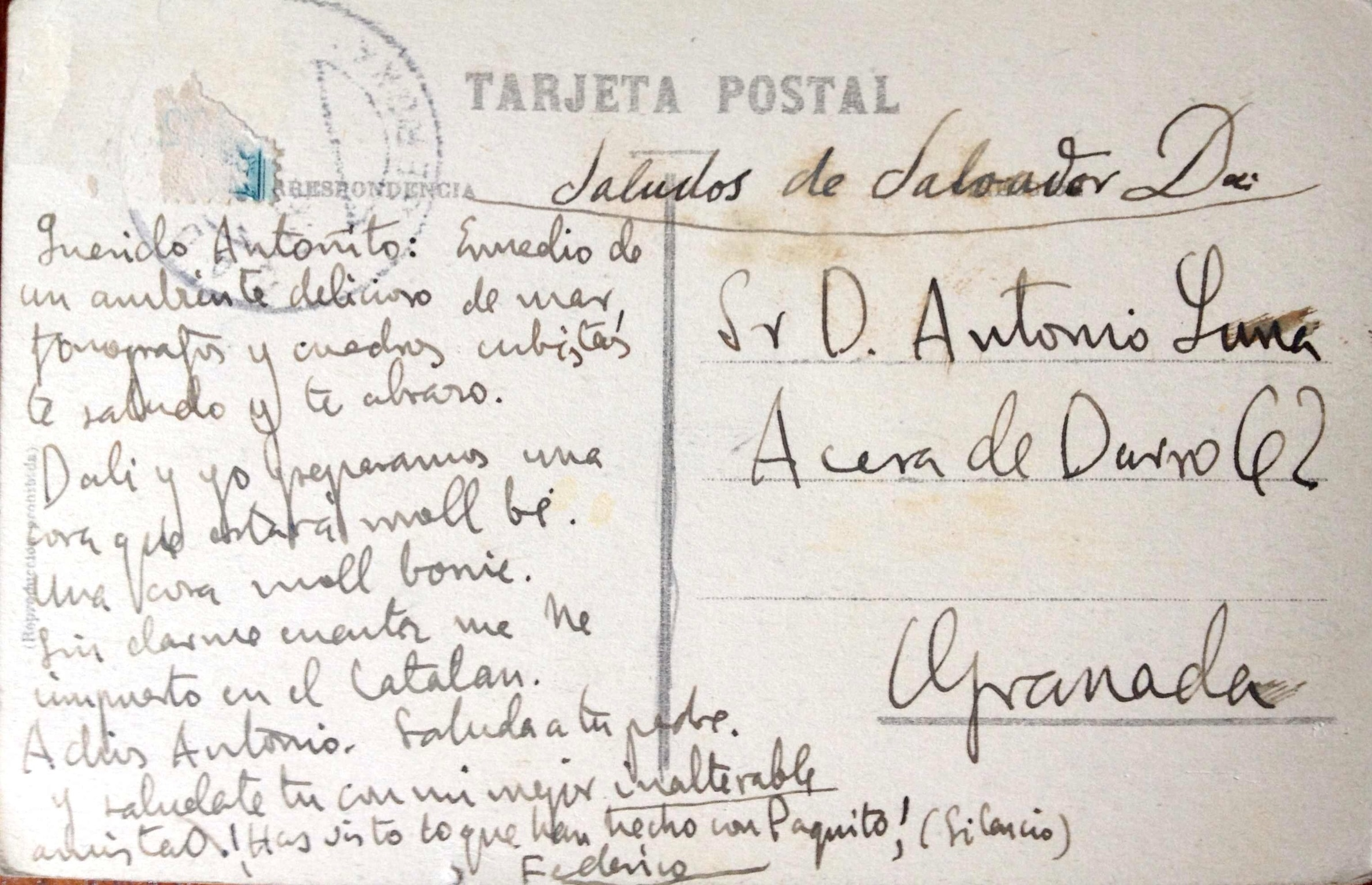
Postal de Federico y Dalí para Antonio de Luna García «Querido Antoñito: En medio de un ambiente delicioso de mar, fonógrafos y cuadros cubistas te saludo y te abrazo. Dalí y yo preparamos una cosa que estarà moll bé. Una cosa moll bonic. Sin darme cuenta me he impuesto en el catalán. Adiós Antonio, saludame a tu padre y saludate tu con mi mejor inalterable amistad. ¡Has visto lo que han hecho con Paquito!, (silencio).»

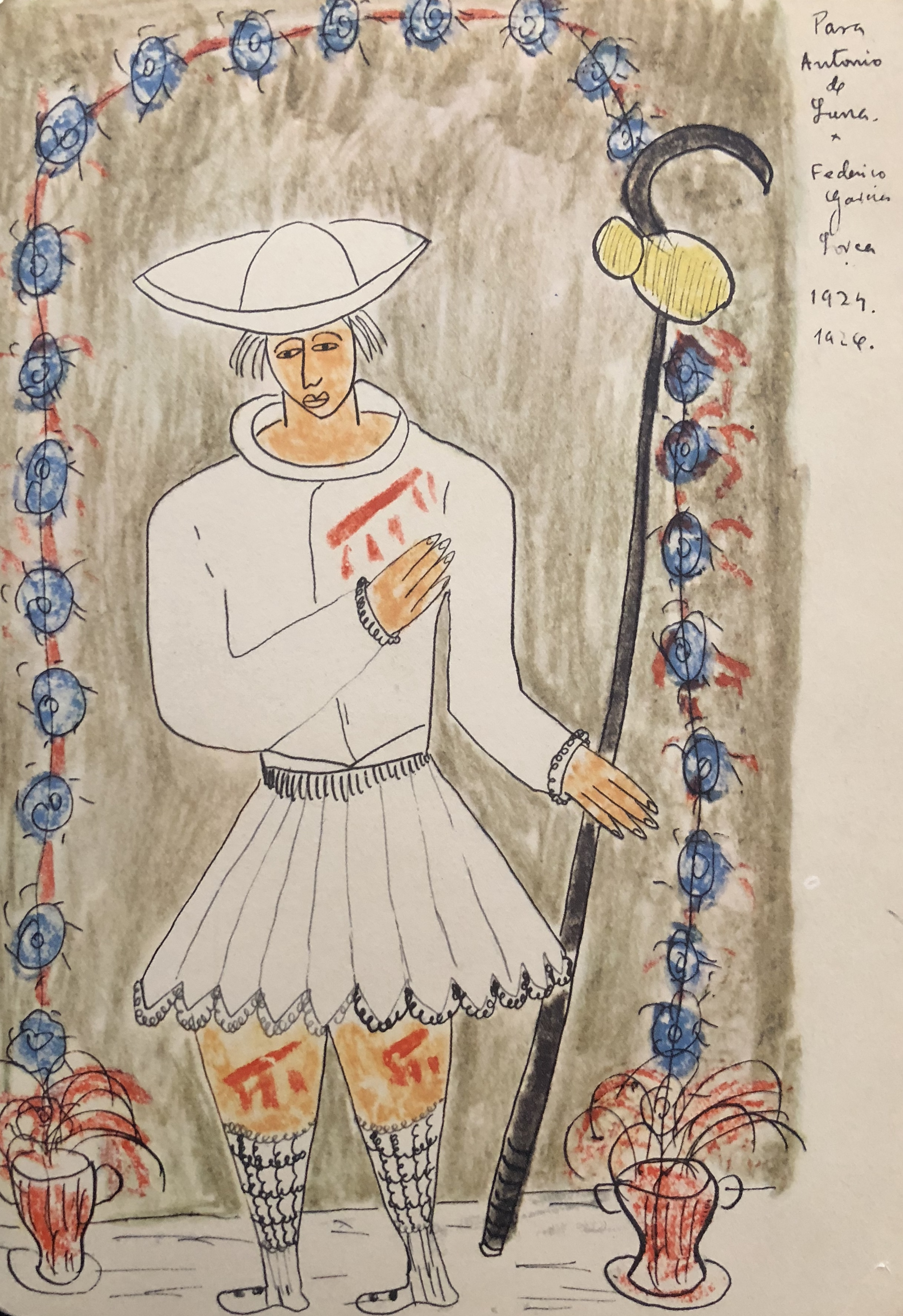
Santo peregrino. Dibujo a tinta y lápices de colores sobre papel. Regalo personal a Antonio de Luna García (Granada, 1926)

En 1925 viajó a Cadaqués para pasar la Semana Santa en casa de su amigo Salvador Dalí. Esta visita y otra más larga en 1927 marcaron profundamente la vida y obra de ambos. Fruto de esta intensa amistad fue la "Oda a Salvador Dalí", que se publicó en la Revista de Occidente en 1926. Además, fue el mismo Dalí el que animó al escritor a iniciarse en la pintura, consiguiendo que en 1927 presentase su primera exposición en las Galeries Dalmau de Barcelona. Por su parte, Lorca alentó a Dalí como escritor, y lo denominó como su "amor erótico". En 1925 conoció a Emilio Aladrén con quien mantendría una relación sentimental hasta el año 1927, cuando Emilio lo dejaría por Eleanor Doven, con la que más tarde se casaría.

### Generación del 27
El término parte de la fecha de diciembre de 1927, cuando se reúnen varios poetas españoles en Sevilla, en un acto organizado por la Sociedad Económica de Amigos del País para conmemorar los trescientos años de la muerte de Luis de Góngora. Cabe destacar que esta reunión es el origen de lo que algunos llaman la Generación del 27 en la que se incluyen escritores como Jorge Guillén, Pedro Salinas, Rafael Alberti, Dámaso Alonso, Gerardo Diego, Luis Cernuda, Vicente Aleixandre, Manuel Altolaguirre y Emilio Prados.
No todos los estudiosos reconocen el concepto de generación a la generación del 27 al no cumplir los criterios establecidos por el historiador Julius Petersen (fechas de nacimiento próximas; formación educativa semejante; buenas relaciones entre ellos; fecha próxima en la publicación de sus primeras obras; hecho histórico generacional; ideas comunes; lenguaje generacional; presencia de un guía ideológico; y anquilosamiento de la generación anterior). Algunos han propuesto un cambio de nombre como «Generación de la Dictadura», «Generación Guillén-Lorca», «Generación de 1925», «Generación de las Vanguardias» o «Generación de la amistad». Sin embargo, es un término muy admitido por comodidad y costumbre.
Este grupo se caracteriza por fundir las formas de la poesía tradicional (neopopularismo) con los movimientos de vanguardia; por tratar los mismos temas de una manera similar (la muerte en sentido trágico; el amor como fuerza que da sentido a la vida; preocupaciones sociales como la injusticia, la miseria, etc.), por el uso de la metáfora y la imagen; etc.
Volviendo a la vida de Lorca, se puede decir que la etapa de 1924 a 1927 fue el momento en el que el escritor llegó a su madurez como poeta.
Sin embargo, también es en esta época cuando Federico García Lorca vive, según sus palabras, «una de las crisis más hondas de mi vida», a pesar de que sus obras Canciones y Primer romancero gitano, publicados en 1927 y 1928 respectivamente, están gozando de gran éxito crítico y popular. Esta crisis fue provocada por varios acontecimientos en su vida. Por un lado, con el éxito del Romancero gitano, comenzó a verse a Lorca como costumbrista, defensor de los gitanos, ligado al folclore español. Este se quejaba en una carta a Jorge Guillén diciendo: «Me va molestando un poco mi mito de gitanería. Los gitanos son un tema. Y nada más. Yo podía ser lo mismo poeta de agujas de coser o de paisajes hidráulicos. Además, el gitanismo me da un tono de incultura, de falta de educación y de poeta salvaje que tú sabes bien no soy. No quiero que me encasillen. Siento que me va echando cadenas». Y, por otro lado, se separó de Emilio Aladrén, un escultor con el que había mantenido una intensa relación afectiva. Además, esta crisis debió agravarse cuando Lorca recibió las duras críticas de Dalí y Luis Buñuel sobre el Romancero gitano. A pesar de esto, Lorca siguió trabajando y comenzando nuevos proyectos, como la revista Gallo de la que solo se publicaron dos números o la obra Amor de don Perlimplín con Belisa en su jardín, la cual intentó estrenar en 1929 pero fue prohibida por la censura de la dictadura de Primo de Rivera.

### Viaje a Nueva York
En la primavera de 1929, Fernando de los Ríos propuso a Lorca que le acompañase en su viaje a Nueva York. Este aceptó viendo la oportunidad de alejarse de Aladrén, aprender inglés, cambiar de vida y renovar su obra. Se embarcaron en el Olympic —buque hermano del malogrado Titanic— a principios de junio de 1929 y llegaron el 26 de junio a Nueva York; él mismo describió su estancia en dicha ciudad estadounidense como "una de las experiencias más útiles de mi vida". Describió a la ciudad como un lugar «de alambre y muerte» y se vio sorprendido por la economía capitalista y el trato a los negros. Según él, Estados Unidos era «una civilización sin raíces. [Los ingleses] han levantado casas y casas, pero no han ahondado en la tierra». Volcó sus impresiones en Poeta en Nueva York, que no se publicó hasta cuatro años después de su muerte. En su trabajo Lorca buscó expresar «la esclavitud dolorosa del hombre y máquina juntos» en una ciudad a la que denominó como «geometría y angustia».
En marzo de 1930 dejó Nueva York para viajar a La Habana, donde exploró la cultura y la música cubana y trabajó en nuevos proyectos como El público y Así que pasen cinco años. En junio de 1930, Lorca ya estaba en Madrid.

### La Barraca ambulante

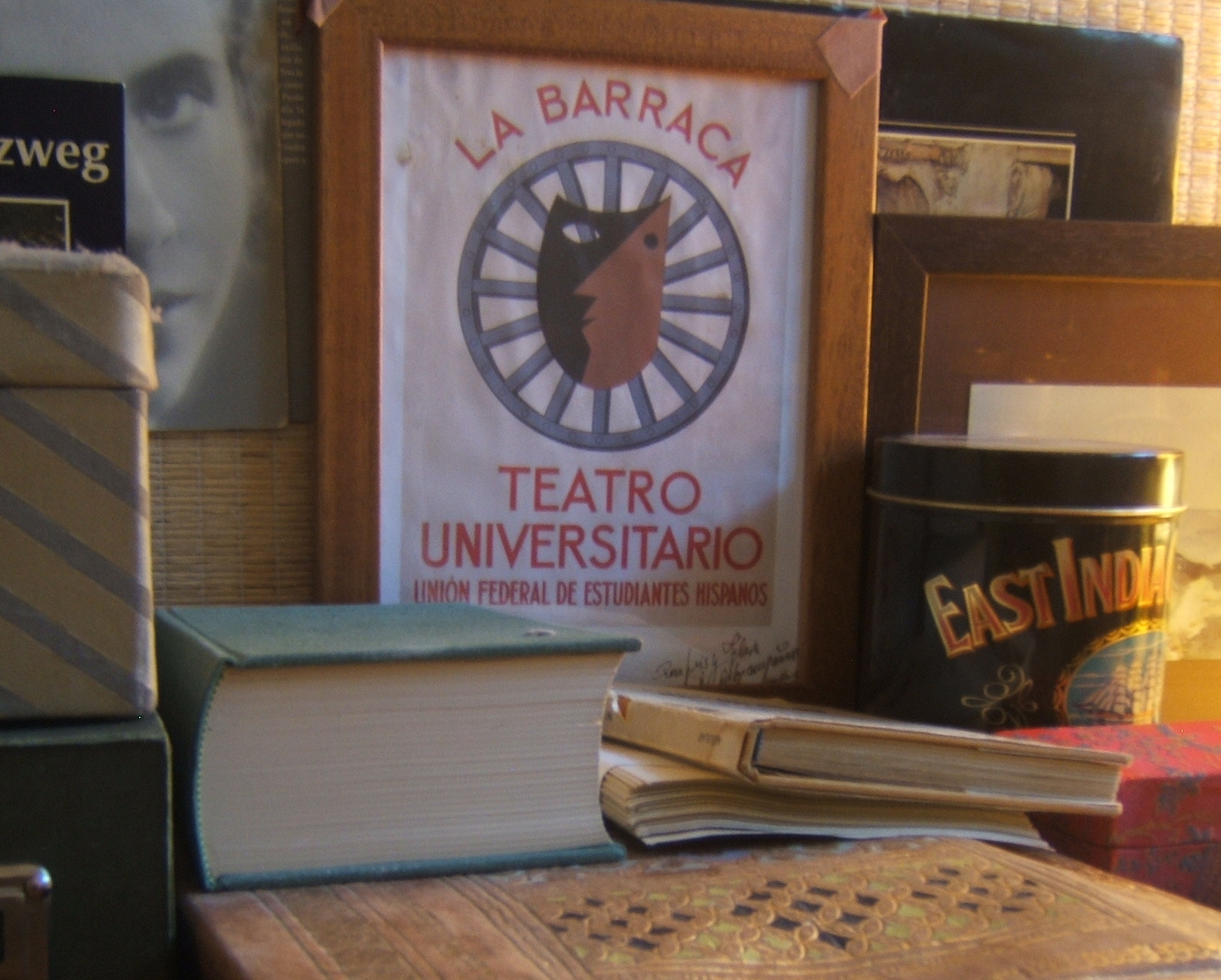
Facsímil del cartel original con el logotipo de La Barraca.

Con la instauración de la Segunda República española en abril de 1931, comenzó una nueva etapa para Lorca. Junto a Eduardo Ugarte, el escritor granadino codirigió La Barraca, un grupo de teatro universitario que representó obras teatrales del Siglo de Oro (Calderón de la Barca, Lope de Vega, Miguel de Cervantes) por ciudades y pueblos de España. Financiado por el Ministerio de Educación que dirigía el socialista Fernando de los Ríos, tuvo por primera vez en sus manos un proyecto propio. El estallido de la guerra civil española frustraría el empeño.
En la primavera de 1936 La Barraca realizó su última función en el Ateneo de Madrid, por petición expresa de Juana Capdevielle, bibliotecaria de la institución, al grupo de teatro ambulante, que representó El caballero de Olmedo de Lope de Vega.

### En América
En 1933 la compañía de Lola Membrives estrenó en Buenos Aires Bodas de sangre con un gran éxito popular. Por ello, Lorca recibió la invitación de Membrives y de su marido para viajar a esa ciudad argentina. Allí, consiguió triunfar profesionalmente y, gracias a esto, consiguió su independencia económica. A lo largo de los seis meses que permaneció en Buenos Aires, tuvo la oportunidad de dirigir Bodas de sangre, que fue representada más de ciento cincuenta veces; Mariana Pineda, La zapatera prodigiosa, El retablillo de don Cristóbal y una adaptación de La dama boba de Lope de Vega. También durante este tiempo tuvo la ocasión de dar varias conferencias y de hacer nuevas amistades, como Pablo Neruda, Juana de Ibarbourou, Ricardo Molinari, Victoria Ocampo, Alfonsina Storni, Salvador Novo y Pablo Suero.
Cuando García Lorca volvió a España en 1934, mantuvo un elevado ritmo creativo: terminó obras como Yerma, Doña Rosita la soltera, La casa de Bernarda Alba y Llanto por Ignacio Sánchez Mejías; revisó obras como Poeta en Nueva York, Diván del Tamarit y Suites; hizo un viaje a Barcelona para dirigir algunas de sus obras, recitar sus poemas y dar conferencias, visitó Valencia y siguió representando obras con La Barraca; organizó clubes de teatro; etc. También tuvo una gran estadía en Montevideo (Uruguay), donde terminó de escribir un par de obras (posiblemente Yerma) y tuvo contacto con los artistas locales, tales como Juana de Ibarbourou.
Sin embargo, es también en este momento cuando en España se empieza a vivir una época de violencia e intolerancia. La situación política era insostenible. Estaba a punto de estallar la guerra civil española. Desde los sectores más reaccionarios se seguía con fuerza la campaña de desprestigio y odio hacia el régimen democrático republicano y sus partidarios. Lorca, debido a su amistad con personajes progresistas como Fernando de los Ríos o Alberti, fue ya señalado por una parte de la prensa más conservadora y desde 1935 fue considerado un enemigo de la derecha. La revista satírica antirrepublicana Gracia y Justicia en enero de ese mismo año insultaba al poeta en su portada, y en el interior de la misma tachaba sus dramas de blasfemos (la revista pertenecía a la Editorial Católica), aludían a su homosexualidad de modo despectivo e insinuaban en tono amenazante: «¡No debiera jugar al corro con ciertas cosas!».

### Últimos días y fusilamiento

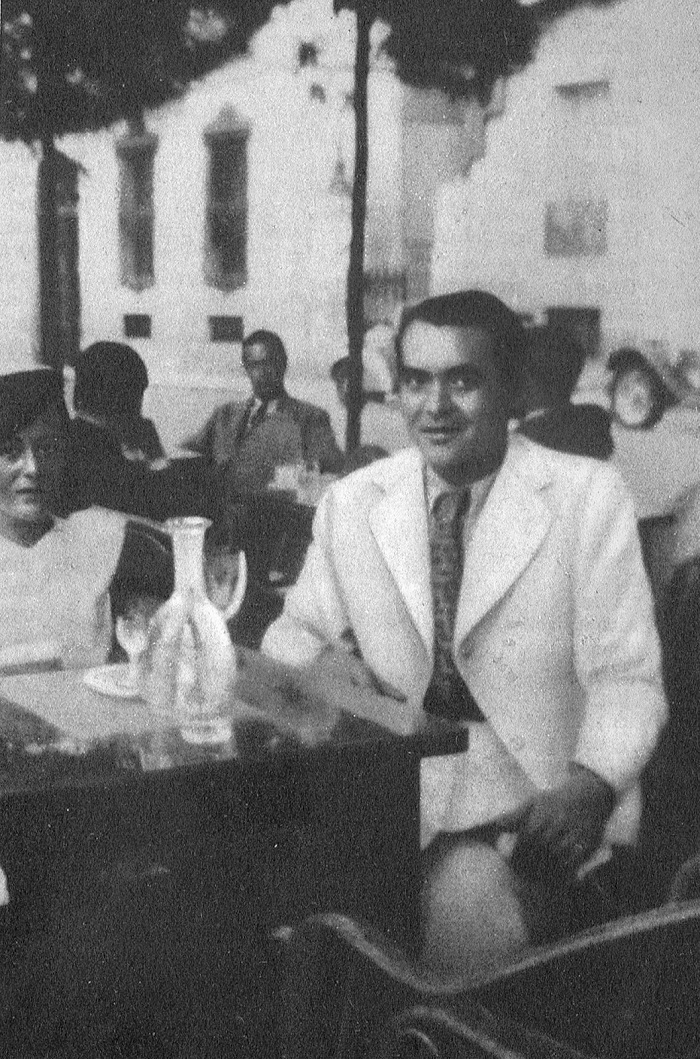
Lorca en una terraza del paseo de Recoletos en el verano de 1936

Colombia y México, cuyos embajadores previeron que el poeta pudiera ser víctima de un atentado debido a su puesto de funcionario de la República, le ofrecieron el exilio, pero Lorca rechazó las ofertas, y se dirigió a la Huerta de San Vicente para reunirse con su familia. Llegó allí el 14 de julio de 1936, tres días antes de que estallara en Melilla la sublevación militar contra la República que dio lugar a la Guerra civil. Inicialmente, la situación en la capital granadina fue tranquila y no hubo ningún incidente. Sin embargo, el día 20, la guarnición militar de la ciudad se sublevó y en poco tiempo el centro de Granada estaba en poder de las fuerzas sublevadas. El cuñado de Federico y alcalde de la ciudad, Manuel Fernández-Montesinos, fue arrestado en su despacho del ayuntamiento. Sería fusilado un mes más tarde.
Manifestó reiteradamente su simpatía «por los perseguidos, del gitano, del negro, del judío…, del morisco que todos llevamos dentro» y ser «partidario de los pobres..., de los que no tienen nada», como declaró a diversos medios periodísticos. Como ha destacado el historiador Paul Preston, Lorca «animado por una profunda conciencia social creó su compañía de teatro itinerante, La Barraca, firmó regularmente manifiestos antifascistas y colaboró con organizaciones como Socorro Rojo Internacional. Por ello se ganó el desprecio de la Falange y el resto de la derecha. En su propia ciudad mantuvo una estrecha relación con los grupos de izquierda moderada». Su familia era muy amiga del socialista Fernando de los Ríos.
Lorca nunca se afilió a ningún grupo y jamás discriminó o se distanció de ninguno de sus amigos, por ninguna cuestión política. Conocía al líder y fundador de la Falange Española, José Antonio Primo de Rivera, muy aficionado a la poesía. El propio Lorca dijo de él al joven Gabriel Celaya, en marzo de 1936:

José Manuel [Aizpurúa] es como José Antonio. Otro buen chico. ¿Sabes que todos los viernes ceno con él? Solemos salir juntos en un taxi con las cortinillas bajadas, porque ni a él le conviene que le vean conmigo ni a mí me conviene que me vean con él.

Esta declaración es entendida por los estudiosos como una exageración o una broma, como lo apuntó el propio Celaya al relatar esta anécdota. Al describir la escena, resume las consecuencias dramáticas de la actitud insensata de García Lorca:

Federico se reía. Creía que aquello no era más que una travesura de niños. No veía nada detrás. Se reía como de una buena broma. Pero esa risa, esa confianza en que el hombre es siempre humano, ese creer que un amigo, fascista o no, es un amigo, le costó la muerte. Porque fueron unos amigos, amigos que él contaba entre sus mejores, quienes en el último momento resultaron ser ante todo y sobre todo fascistas.

Se sentía, como dijo al periodista y caricaturista Luis Bagaría en una entrevista para El Sol de Madrid poco antes de su muerte, íntegramente español, pero «antes que esto hombre del mundo y hermano de todos».

Yo soy español integral y me sería imposible vivir fuera de mis límites geográficos; pero odio al que es español por ser español nada más, yo soy hermano de todos y execro al hombre que se sacrifica por una idea nacionalista, abstracta, por el solo hecho de que ama a su patria con una venda en los ojos. El chino bueno está más cerca de mí que el español malo. Canto a España y la siento hasta la médula, pero antes que esto soy hombre del mundo y hermano de todos. Desde luego no creo en la frontera política.

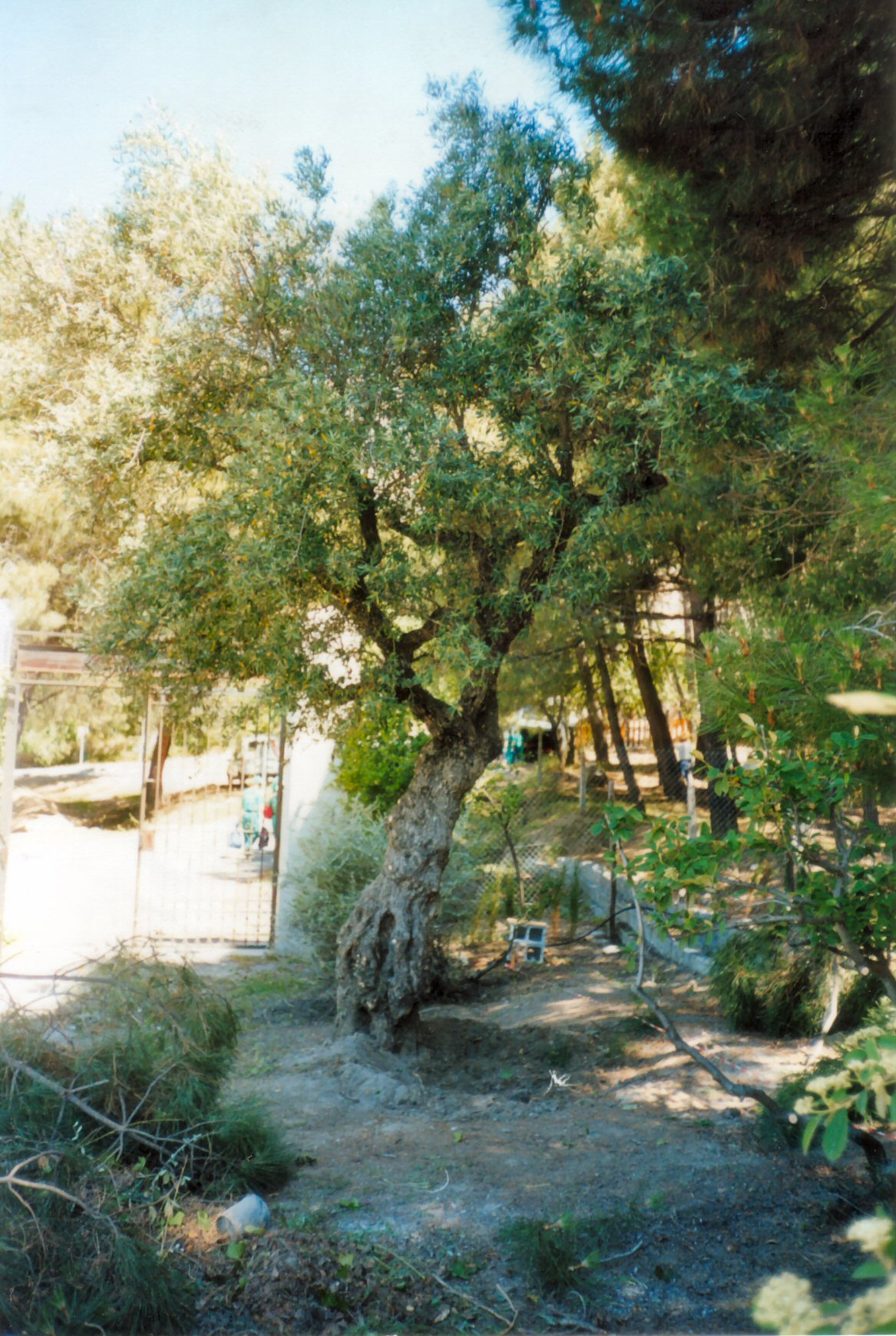
El olivo donde podría haber sido fusilado

En Granada buscó refugio en casa de la familia de su amigo el poeta Luis Rosales, donde se sentía más seguro ya que dos de sus hermanos (de Rosales), en los que confiaba, eran destacados falangistas de Granada. A pesar de ello, el 16 de agosto de 1936, se presentó allí la Guardia Civil para detenerlo. Acompañaban a los guardias Juan Luis Trescastro Medina, Luis García-Alix Fernández y Ramón Ruiz Alonso, exdiputado de la CEDA, que había denunciado a Lorca ante el gobernador civil de Granada José Valdés Guzmán. Ian Gibson sostiene la hipótesis, que Preston da por cierta, de que Valdés consultó con Queipo de Llano lo que debía hacer con el detenido, a lo que este habría respondido: «Dale café, mucho café». Según Gibson, se acusaba al poeta de «ser espía de los rusos, estar en contacto con estos por radio, haber sido secretario de Fernando de los Ríos y ser homosexual». Fue trasladado al Gobierno Civil, y luego al pueblo de Víznar donde pasó su última noche en una cárcel improvisada, junto a otros detenidos.
La fecha exacta de su muerte ha sido objeto de una larga polémica; la fecha más comúnmente aceptada —defendida sobre todo por la investigación de Gibson— apunta que Federico García Lorca fue fusilado a las 4:45 h de la madrugada del 18 de agosto, en el camino que va de Víznar a Alfacar. Su cuerpo, que jamás se recuperó, permanece enterrado en una fosa común anónima en algún lugar de esos parajes, junto con el cadáver de un maestro nacional, Dióscoro Galindo, y los de los banderilleros anarquistas Francisco Galadí y Joaquín Arcollas, ejecutados con él. Juan Luis Trescastro presumiría después de haber participado personalmente en los asesinatos, recalcando la homosexualidad de Lorca.
H. G. Wells envió el siguiente despacho a las autoridades militares de Granada:

H. G. Wells, presidente Pen Club de Londres, desea con ansiedad noticias de su distinguido colega Federico García Lorca, y apreciará grandemente la cortesía de una respuesta,

cuya respuesta fue la siguiente:

Coronel gobernador de Granada a H. G. Wells.—Ignoro lugar hállase D. Federico García Lorca.—Firmado: Coronel Espinosa.

El 23 de abril de 2015 se hizo público un informe policial fechado el 9 de julio de 1965, basado en una investigación realizada ese mismo año, que corroboraba la ejecución de Lorca por las autoridades franquistas. En el informe se le acusaba de «socialista», amigo de Fernando de los Ríos, y «masón, perteneciente a la logia 'Alhambra', en la que adoptó el nombre simbólico de 'Homero'», y le atribuía «prácticas de homosexualismo y aberración». También afirma que fue condenado a muerte tras «haber confesado», aunque no especifica qué habría confesado. El informe fue redactado por la 3.ª brigada regional de investigación social de la Jefatura Superior de la Policía de Granada a petición de la hispanista francesa Marcelle Auclair, aunque nunca obtuvo respuesta, ya que el informe fue ocultado por la dictadura franquista. La existencia del dicho informe fue mencionada por primera vez por el periodista falangista Eduardo Molina Fajardo en su libro póstumo, Los últimos días de García Lorca (1983). Según Gibson, es evidente que Molina Fajardo había tenido acceso al informe policial.

### Después de su asesinato

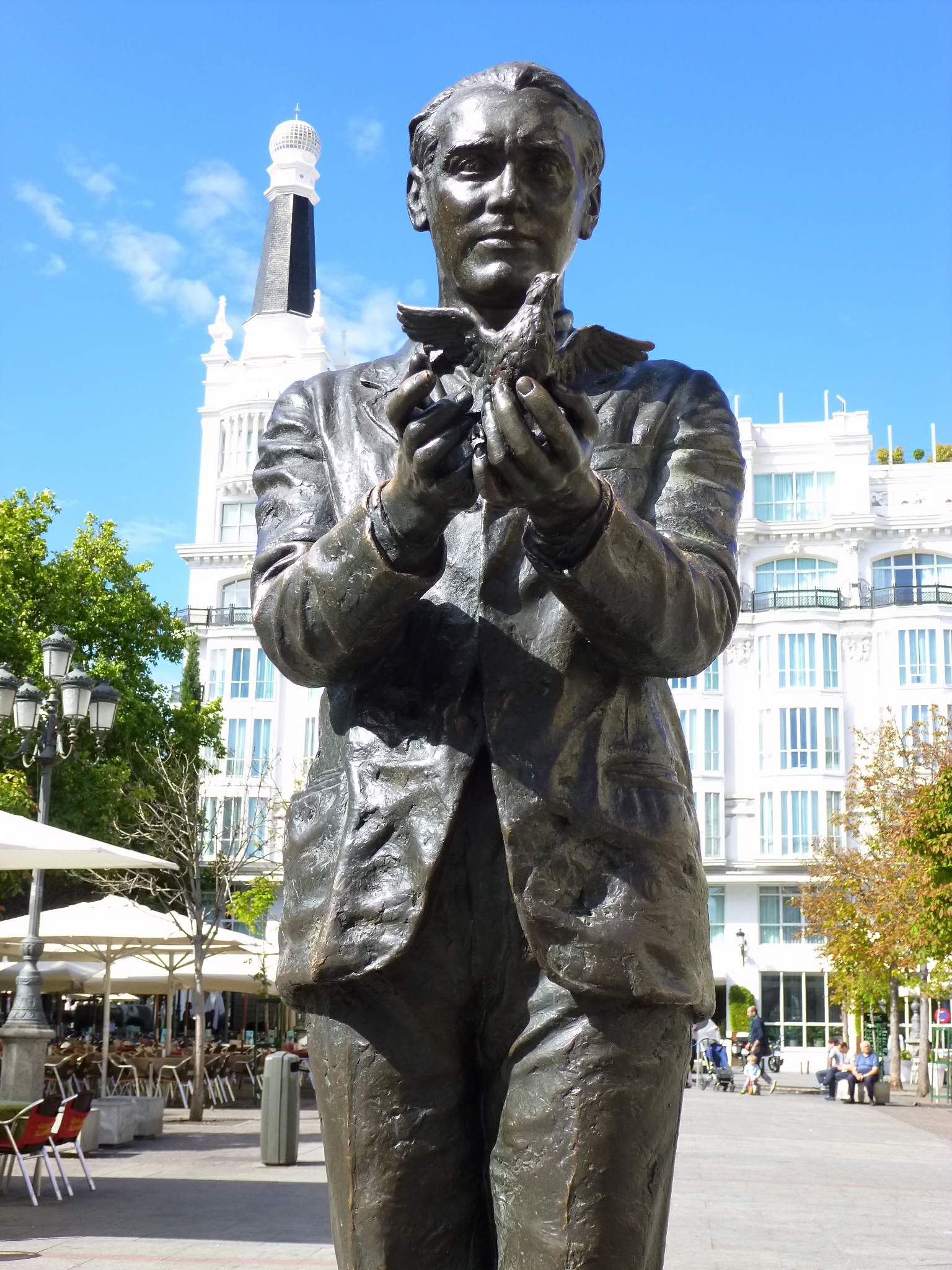
Monumento a García Lorca en la plaza de Santa Ana de Madrid.

Después de su muerte se publicaron Primeras canciones y Amor de Don Perlimplín con Belisa en su jardín.
Una de las obras más estremecedoras sobre el hecho de su muerte es el poema «El crimen fue en Granada», escrito por Antonio Machado en 1937. En el otro bando, Unidad, un periódico falangista de San Sebastián, publicó el 11 de marzo de 1937, una sentida elegía firmada por Luis Hurtado Álvarez y titulada «A la España imperial le han asesinado su mejor poeta».
Una de las biografías sobre Federico García Lorca más documentadas, controvertidas y populares es el superventas publicado en 1989 y titulado Federico García Lorca: A life (Vida, pasión y muerte de Federico García Lorca, edición en español en 1998), del hispanista de origen irlandés Ian Gibson. Conmemorando el centenario de su nacimiento, el 5 de junio de 1998, comenzaron las emisiones de televisión de Canal Sur 2.
En 2009, en aplicación de la ley para la recuperación de la memoria histórica aprobada por el gobierno de José Luis Rodríguez Zapatero, se abrió la fosa donde supuestamente descansaban los restos del poeta, sin encontrarse nada.
En mayo de 2012 salió a la luz su última carta, dirigida a su amigo íntimo, el escritor y crítico de arte Juan Ramírez de Lucas. En 2014 se iniciaron trabajos de localización de la fosa donde fue enterrado y de identificación de cuerpos, aunque dada la negativa de la familia del poeta parece improbable la exhumación de su cuerpo. En 2015 la escritora Marta Osorio publicó un libro en el que analiza la información que Agustín Penón recopiló sobre el emplazamiento del cuerpo del poeta (principalmente de Emilia Llanos, amiga íntima del poeta), apuntando a un traslado del cuerpo a otro emplazamiento del mismo camino donde fue enterrado o incluso a Madrid.

## Obra

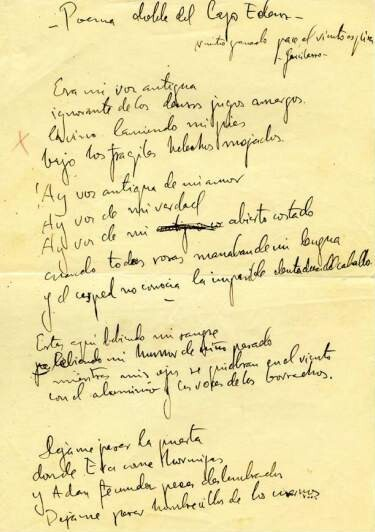
Manuscrito de Poema doble del lago Eden (Poeta en Nueva York)

El universo lorquiano se define por un palpable sistematismo: la poesía, el drama y la prosa se alimentan de obsesiones —amor, deseo, esterilidad— y de claves estilísticas constantes. La variedad de formas y tonalidades nunca atenta contra esa unidad cuya cuestión central es la frustración.

### Estilo
Los símbolos: de acuerdo con su gusto por los elementos tradicionales, Lorca utiliza frecuentemente símbolos en su poesía. Se refieren muy frecuentemente a la muerte aunque, dependiendo del contexto, los matices varían bastante. Son símbolos centrales en Lorca:
- La luna: es el símbolo más frecuente en Lorca. Su significación más frecuente es la de muerte, pero también puede simbolizar el erotismo, la fecundidad, la esterilidad o la belleza.[50]
- El agua: cuando corre, es símbolo de vitalidad. Cuando está estancada, representa la muerte.
- La sangre: representa la vida y, derramada, es la muerte. Simboliza también lo fecundo, lo sexual.
- El caballo (y su jinete): está muy presente en toda su obra, portando siempre valores de muerte, aunque también representa la vida y el erotismo masculino.
- El toro: García Lorca era aficionado a los toros; según sus palabras: «Creo que los toros es la fiesta más culta que hay en el mundo. Es el drama puro en el cual el español derrama sus mejores lágrimas y su bilis. Es el único sitio a donde se va con la seguridad de ver la muerte rodeada de la más deslumbradora belleza (...)».[51]
- Las hierbas: su valor dominante, aunque no único, es el de ser símbolos de la muerte.
- Los metales: también su valor dominante es la muerte. Los metales aparecen bajo la forma de armas blancas, que conllevan siempre tragedia.

La metáfora: es el procedimiento retórico central de su estilo. Bajo la influencia de Góngora, Lorca maneja metáforas muy arriesgadas: la distancia entre el término real y el imaginario es considerable. En ocasiones, usa directamente la metáfora pura. Sin embargo, a diferencia de Góngora, Lorca es un poeta conceptista, en el sentido de que su poesía se caracteriza por una gran condensación expresiva y de contenidos, además de frecuentes elipsis. Las metáforas lorquianas relacionan elementos opuestos de la realidad, transmiten efectos sensoriales entremezclados, etc.
El neopopularismo: aunque Lorca asimila sin problemas las novedades literarias, su obra está plagada de elementos tradicionales que, por lo demás, demuestran su inmensa cultura literaria. La música y los cantos tradicionales son presencias constantes en su poesía. No obstante, desde un punto de vista formal no es un poeta que muestre una gran variedad de formas tradicionales; sin embargo, profundiza en las constantes del espíritu tradicional de su tierra y de la gente: el desgarro amoroso, la valentía, la melancolía y la pasión.

### Poesía

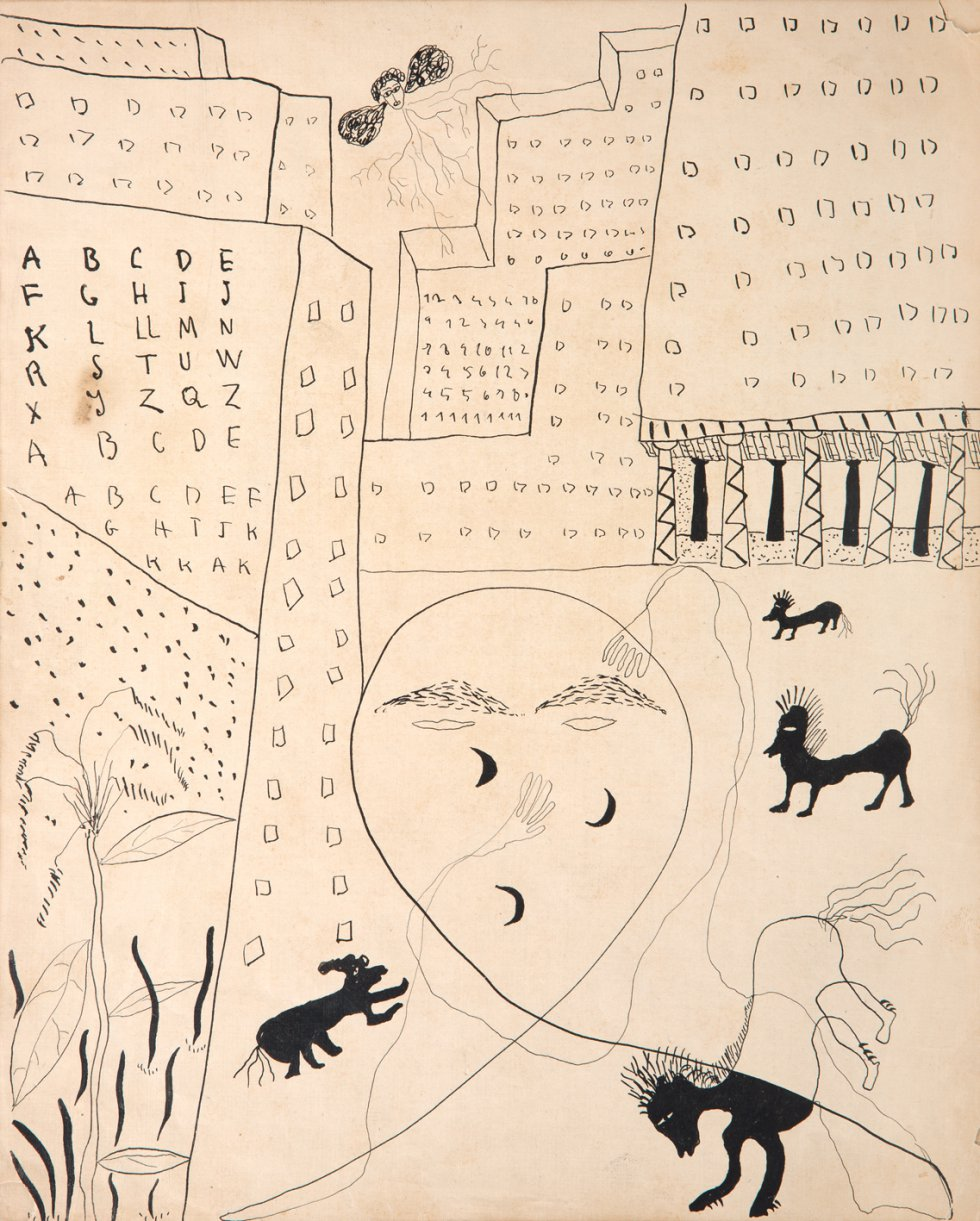
Autorretrato de Federico García Lorca para Poeta en Nueva York

La obra poética de Lorca constituye una de las cimas de la poesía de la generación del 27 y de toda la literatura española. La poesía lorquiana es el reflejo de un sentimiento trágico de la vida, y está vinculada a distintos autores, tradiciones y corrientes literarias. En esta poesía conviven la tradición popular y la culta. Aunque es difícil establecer épocas en la poética de Lorca, algunos críticos diferencian dos etapas: una de juventud y otra de plenitud.

#### Época de juventud
Aquí se incluyen sus primeros escritos: Impresiones y paisajes (en prosa, aunque sin embargo muestra procedimientos característicos del lenguaje poético) y Libro de poemas (escrito bajo el influjo de Rubén Darío, Antonio Machado y Juan Ramón Jiménez); en este poema García Lorca proyecta un amor sin esperanza, abocado a la tristeza.
La Diputación de Granada editó en 1986 una antología poética, seleccionada, presentada y anotada por Andrew A. Anderson. Esta antología aporta Suites (1920-1923) y Poemas en prosa (1927-1928). En Suites se encuentra «Cancioncilla del niño que no nació» (pág. 71), y en Poemas en prosa «Degollación de los Inocentes» (pág. 150). En estos escritos el poeta hace referencia al drama del aborto.
En 1918 escribe La viudita y el conde Cabra, basada en una historia real y que llegó a sus oídos a través de una canción infantil.

#### Época de plenitud
Comienza con el Poema del cante jondo (1921) que, mediante la unidad temática, formal, conceptual y la expresión de los sentimientos, debida en parte a su inspiración folclórica, describe la lírica neopopularista de la generación del 27.

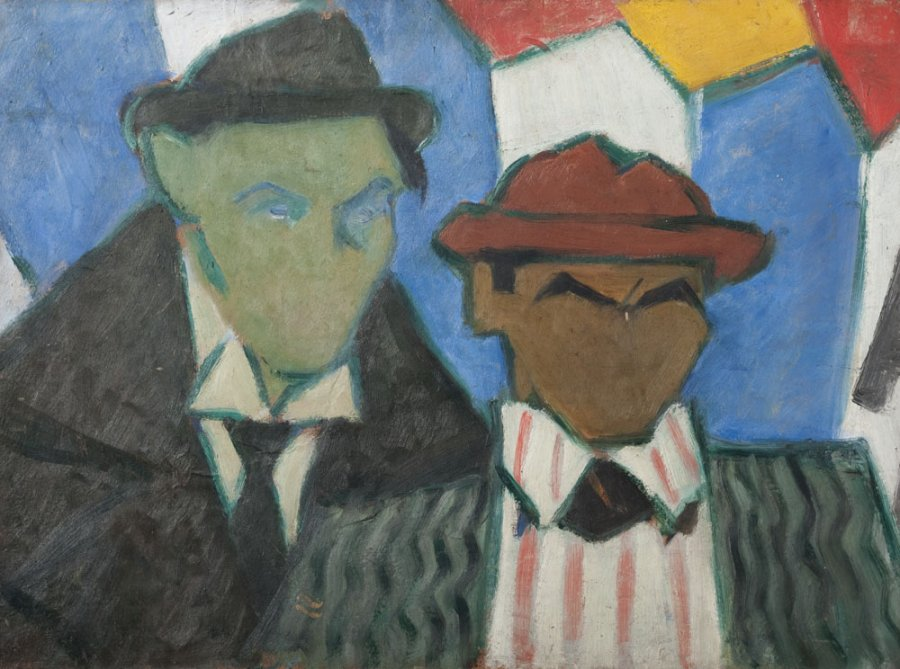
García Maroto y García Lorca. Pintura de Rafael Barradas (1926).

En Primeras canciones y Canciones (los dos entre 1920 y 1924) emplea las mismas formas: la canción y el romance. Los temas del tiempo y la muerte se enmarcan en el alba, la noche, la ciudad granadina y los paisajes lunares.
La muerte y la incompatibilidad moral del mundo gitano con la sociedad burguesa son los dos grandes temas del Romancero gitano. Destacan los procedimientos habituales de poesía de origen popular, y la influencia del compositor Manuel de Falla. No se trata de una obra folclórica; está basada en los tópicos con que se asocia lo gitano y granadino. Lorca eleva al personaje gitano al rango de mito literario, como después hará también con el negro y el judío en Poeta en Nueva York. En el Romancero gitano emplea el romance, en sus variantes de novelesco, lírico y dramático; su lenguaje es una fusión de lo popular y lo culto.
Lorca escribió Poeta en Nueva York a partir de su experiencia en Estados Unidos, donde vivió entre 1929 y 1930. Para Lorca la civilización moderna y la naturaleza son incompatibles. Su visión de Nueva York es de pesadilla y desolación, propia de un mal sueño. Para expresar la angustia y el ansia de comunicación que lo embargan, emplea las imágenes visionarias del lenguaje surrealista. Su libertad expresiva es máxima, aunque junto al verso libre se advierte el uso del verso medido (octosílabo, endecasílabo y alejandrino).
El Diván del Tamarit (1940) es un libro de poemas de atmósfera o sabor oriental, inspirado en las colecciones de la antigua poesía arábigo-andalusí. El tema central es el del amor sujeto a experiencias frustrantes y amargas; su lenguaje está muy próximo al de Poeta en Nueva York.
Llanto por la muerte de Ignacio Sánchez Mejías (1935) es una elegía de incontenible dolor y emoción que actúa de homenaje al torero sevillano que tanto apoyó a los poetas de la generación del 27.
La obra poética de García Lorca se cierra con Seis poemas galegos y la serie de once poemas amorosos titulada Sonetos del amor oscuro. Lorca siempre ha contado con el respeto y admiración incondicional de los poetas de generaciones posteriores a la Guerra Civil. Considerado un poeta maldito, su influencia se ha dejado sentir entre los poetas españoles del malditismo.

#### Libros de poesía
- Libro de poemas (1921)
- Canciones (1927)
- Odas (1926-1928)
- Romancero gitano (1928)
- Poeta en Nueva York (1930)
- Poema del cante jondo (1931)

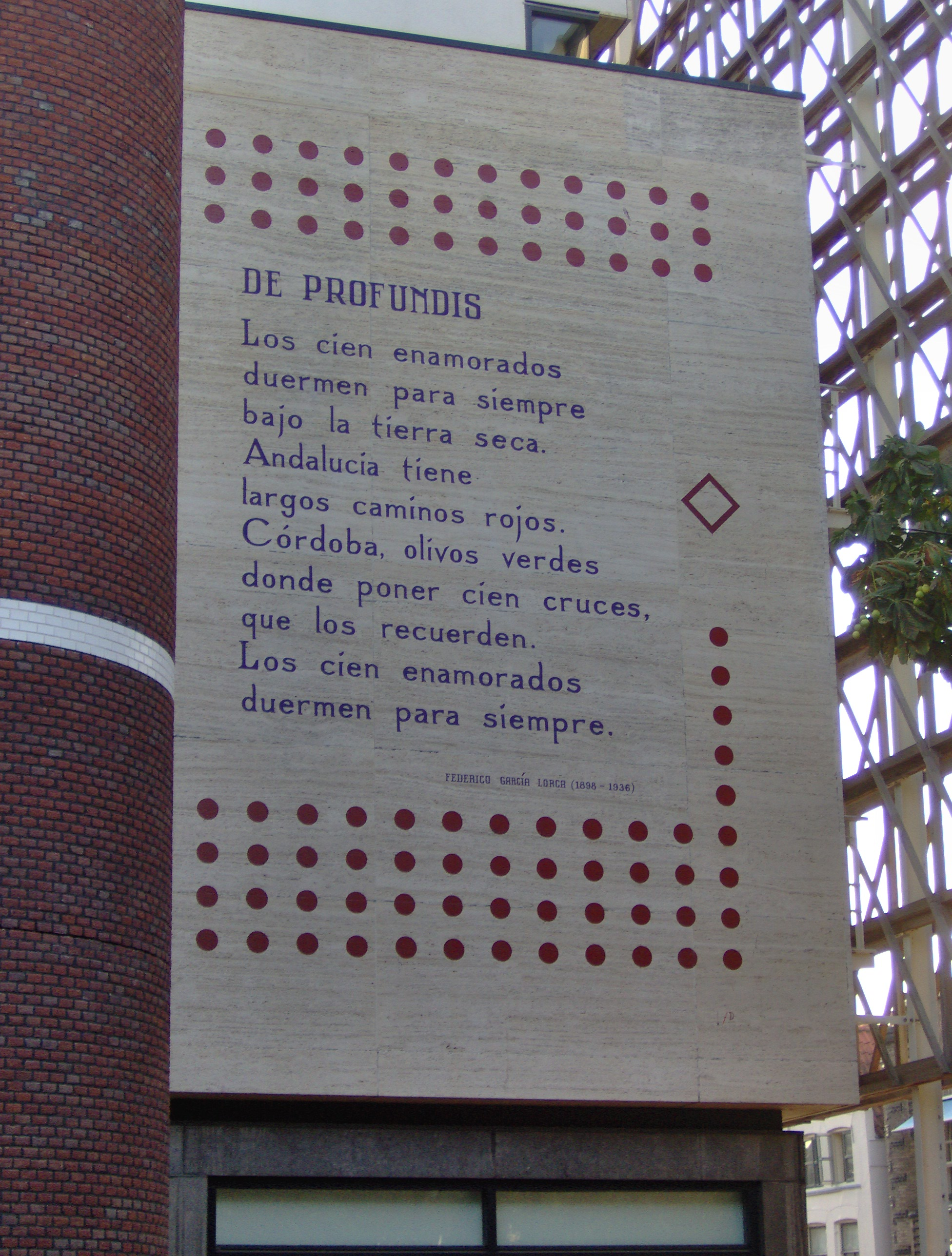
De Profundis en Leiden

- Llanto por Ignacio Sánchez Mejías (1935)
- Seis poemas galegos (1935)
- Sonetos del amor oscuro (1936)
- Diván del Tamarit (1940)

### Teatro
El teatro de García Lorca es, con el de Ramón María del Valle-Inclán, el de mayor importancia escrito en castellano en el siglo XX. Es un teatro poético, en el sentido de que gira en torno a símbolos medulares —la sangre, el cuchillo o la rosa—, de que se desarrolla en espacios míticos o presenta un realismo trascendido, y de que, en fin, encara problemas sustanciales del existir. El lenguaje, aprendido en Valle-Inclán, es también poético. Sobre Lorca influyen también el drama modernista (de aquí deriva el uso del verso), el teatro lopesco (evidente, por ejemplo, en el empleo organizado de la canción popular), el calderoniano (desmesura trágica, sentido de la alegoría) y la tradición de los títeres. La producción dramática de Lorca puede ser agrupada en cuatro conjuntos: farsas, comedias «irrepresentables» (según el autor), tragedias y dramas.
Entre las farsas, escritas entre 1921 y 1928, destacan La zapatera prodigiosa, en la que el ambiente granadino sirve de soporte al conflicto, cervantino, entre imaginación y realidad, y Amor de don Perlimplín con Belisa en su jardín, complejo ritual de iniciación al amor, que anuncia los «dramas irrepresentables» de 1930 y 1931: El público y Así que pasen cinco años, sus dos obras más herméticas, son una indagación en el hecho del teatro, la revolución y la presunta homosexualidad —la primera— y una exploración —la segunda— en el ser humano y en el sentido del vivir.
Consciente del éxito de los dramas rurales poéticos, Lorca elabora las tragedias Bodas de sangre (1933) y Yerma (1934), conjugación de mito, poesía y sustancia real. Los problemas humanos determinan los dramas. Así, el tema de la «solterona» española (Doña Rosita la soltera, 1935), o el de la represión de la mujer y la intolerancia en La casa de Bernarda Alba (1936), para muchos la obra maestra del autor.

#### Obras teatrales
- El maleficio de la mariposa (1920)
- Mariana Pineda (1927)
- La zapatera prodigiosa (1930)
- Retablillo de Don Cristóbal (1930)
- El público (1930)
- Así que pasen cinco años (1931)
- Amor de don Perlimplín con Belisa en su jardín (1933)
- Bodas de sangre (1933)
- Yerma (1934)
- Doña Rosita la soltera o el lenguaje de las flores (1935)
- La casa de Bernarda Alba (1936)
- Comedia sin título (inacabada) (1936)[53]

### Prosa
- Impresiones y paisajes (1918)

## Filmografía

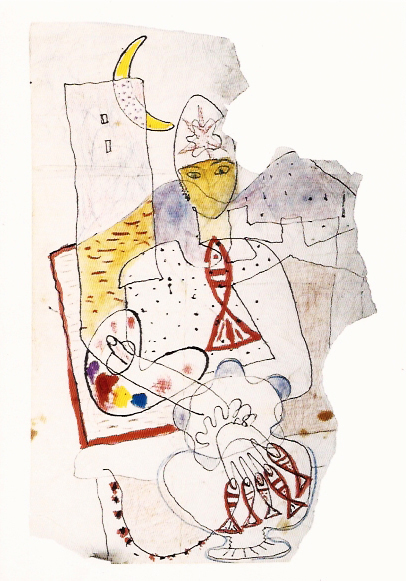
Retrato de Salvador Dalí, Federico García Lorca (1927)

### Sobre la vida de Lorca
- Deep song, black sound (1968), de P. Luke para la BBC.
- L'assassinio di Federico Garcia Lorca (1976), de Alessandro Cane para la RAI.
- Federico García Lorca: Murder in Granada (1976), documental de televisión dirigido por Humberto López y Guerra producido por la televisión sueca TV1.
- Lorca, muerte de un poeta (1987), serie de televisión española dirigida por Juan Antonio Bardem.
- Muerte en Granada (1997), dirigida por Marcos Zurinaga.
- Lorca (1998), dirigida por Iñaki Elizalde.
- La luz prodigiosa (2003), dirigida por Miguel Hermoso.
- Lorca. El mar deja de moverse (2006), documental dirigido por Emilio Ruiz Barrachina.
- Sin límites (Little ashes) (2008), dirigida por Paul Morrison semibiográfico sobre las relaciones entre Dalí, Lorca y Buñuel.
- El deseo y la realidad (2009), documental dirigido por Rafael Zarza y Fernando García de Canales.
- Mudanza (2009), dirigida por Pere Portabella.

### Actores que lo han interpretado
- 1987 - Nickolas Grace en la serie Lorca, muerte de un poeta.
- 1991 - Nikolas Stefanov en el telefilm Dalí.
- 1996 - Andy García en la película Muerte en Granada.
- 1998 - Miguel Bosé en el cortometraje Lorca.
- 2001 - Adrià Collado, en la película Buñuel y la mesa del rey Salomón.
- 2001 - Sergio Villanueva, en la miniserie Viento del pueblo.
- 2002 - Carles Marti en el telefilm Dalí, être Dieu.
- 2003 - Nino Manfredi en la película La luz prodigiosa.
- 2006 - Jaume Najarro en el cortometraje El Perro catalán.
- 2008 - Jaime Villanueva en la miniserie Martes de carnaval.
- 2008 - Javier Beltrán, en la película Sin límites.
- 2011 - Cristian Olave, en el cortometraje Cartas de Lorca.
- 2011 - Jordi Llovet, en el cortometraje Puño poético.
- 2012 - Pepe Cibrián Campoy, en su obra Marica.
- 2013 - Álvaro Ovalle en la película Federico García Lorca Noir Despair.
- 2015 - Ángel Ruiz en el El ministerio del tiempo.
- 2015 - Fran Perea en el telefilm La Xirgu.
- 2016 - Nacho Brande en el musical teatral Mi princesa roja.
- 2017 - Néstor Gutiérrez en la representación teatral Federico y Lola, el desencuentro.

### Adaptaciones de su obra

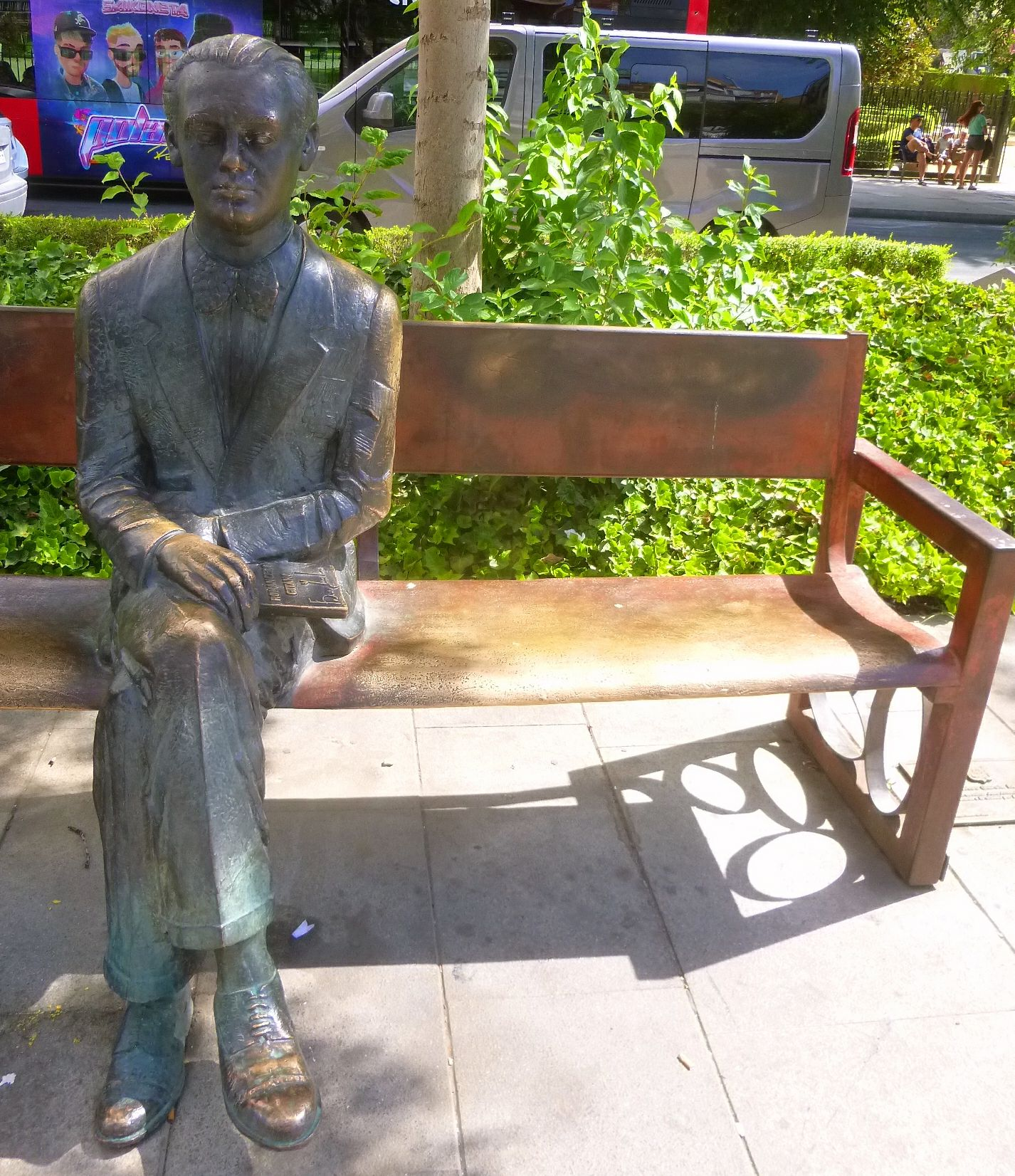
Monumento en Granada

- Bodas de sangre (1938), de Edmundo Guibourg.
- Bodas de sangre (1981), de Carlos Saura.
- La casa de Bernarda Alba (1982), de Gustavo Alatriste.
- Nanas de espinas (1982), espectáculo de Salvador Távora inspirado en Bodas de sangre.[54]
- Proceso a Mariana Pineda (1984), de Rafael Moreno Alba, serie de Televisión Española.
- La casa de Bernarda Alba (1987), de Mario Camus.
- Viaje a la Luna (1998), cortometraje de Frederic Amat.
- Yerma (1998), de Pilar Távora.
- Yerma mater (2005), espectáculo de Salvador Távora inspirado en Yerma.[54]
- La novia (2015), película dirigida por Paula Ortiz.
- El compositor indonesio de música clásica contemporánea Ananda Sukarlan compuso en 2016 una pieza para soprano y piano basada en algunos de sus poemas por encargo de la Embajada de España en Indonesia y el Ubud Writers & Readers Festival (Bali) con motivo del 80 aniversario de la muerte del poeta. La pieza fue estrenada en dicho festival por la soprano Mariska Setiawan.[cita requerida]

## Óperas
- In another five years or so (1944), zarzuela de Paul Bowles sobre Así que pasen cinco años.
- La zapatera prodigiosa (1949), del compositor argentino Juan José Castro (1895–1968), estrenada en Montevideo; (1982) de Udo Zimmermann
- Bodas de sangre de Juan José Castro (1952), Wolfgang Fortner (1957), Sándor Szokolay (1964), Nicola LeFanu (1992)
- Yerma, ópera de Paul Bowles (1955), de Heitor Villa-Lobos(1955-1956, estrenada en 1971).
- La casa de Bernarda Alba, del catalán Miquel Ortega, de Aribert Reimann (1998/2000)
- Ainadamar (2003), de Osvaldo Golijov, estrenada en el Festival de Tanglewood.
- Don Perlimplín ama a Belisa en su jardín, de Wolfgang Fortner 1962, de Bruno Maderna (1962), de Simon Holt (1998).
- Quimera, de Hans-Jürgen von Bose (1986), de Fernando García Arancibia (1965).
- Comedia sin título, de Jan Müller-Wieland (1998).
- El Público, de Mauricio Sotelo (2014), estrenada en el Teatro Real el 24 de febrero de 2015.

No solo en el género operístico influyó la literatura de Lorca. Compositores como el francés Francis Poulenc se vieron notablemente influenciados por la figura del poeta. Poulenc le dedicó dos obras: la Sonata para violín y piano, "a la memoria de Federico García Lorca" (1943, revisada en 1949); y las Tres canciones de Federico García Lorca, para voz y piano (Trois chansons de Federico García Lorca, 1947).

## Reconocimientos

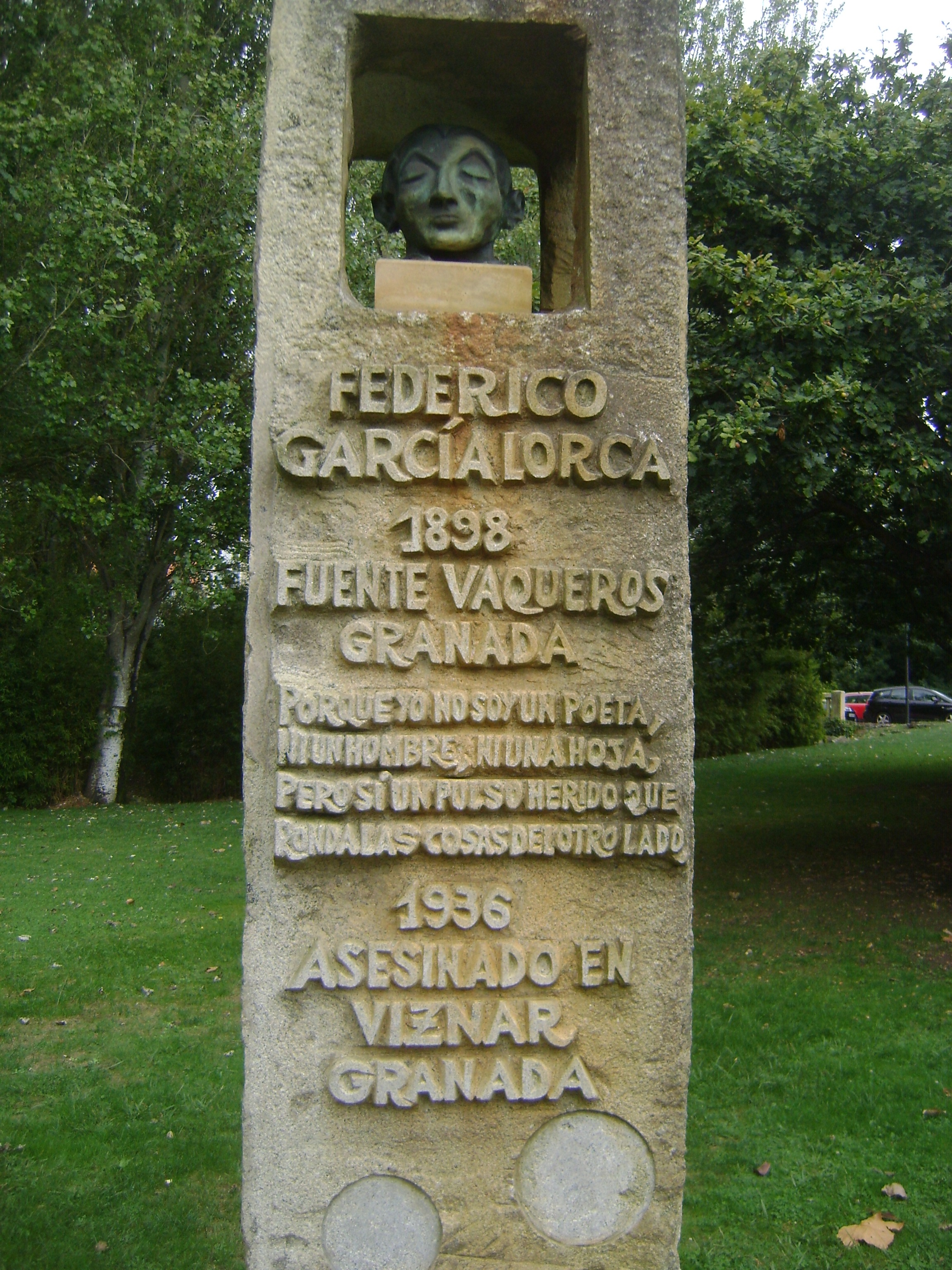
Monumento a Lorca en Oleiros, Galicia (España).

- En el pueblo de Fuente Vaqueros de la comarca de la Vega de Granada (España), se ubica un monumento[56] dedicado a F. G. Lorca, de tipo fuente con escultura. Con la inscripción: "PUEBLO A F GARCIA LORCA". "Tengo un deber de gratitud con este hermoso pueblo donde nací y donde trascurrió mi dichosa niñez... yo, cuando en Madrid o en otro sitio me preguntan el lugar de mi nacimiento... digo que nací en Fuente Vaqueros... Está edificado sobre el agua. Por todas partes cantan las acequias y crecen los altos chopos donde el viento hace sonar sus músicas suaves en el verano..." Federico García Lorca"
- Monumento a Federico García Lorca (Córdoba). En la piedra aparecen los versos del poema titulado San Rafael del Romancero gitano. Obra del escultor Luis Celorio, el cual lo cedió gratuitamente a la ciudad, está situado junto a la Torre de la Calahorra (Córdoba). Representa la cola de un pez en cuyas aletas está impreso el poema San Rafael (Córdoba), del Romancero gitano (1924-1927), libro de poesía de Federico García Lorca. Fue inaugurado por la alcaldesa de Córdoba el 6 de junio de 2005.
- Busto del poeta español Federico García Lorca, situado en el parque de España de la ciudad de Rosario, Santa Fe, Argentina. Obra de la artista plástica rosarina Marita Batlle.
- Un poema mural ubicado en la ciudad de Leiden (Países Bajos). El poema se titula "De Profundis", en español, de Federico García Lorca.
- Son numerosos los homenajes que se dedican a la figura y obra de Federico García Lorca. En el 87.º aniversario de su muerte, el periódico digital La gaRceta de la Ribera, convocó a todos los que quisieran participar en el homenaje recitando o cantando alguno de sus poemas, y el resultado es LorcaS.

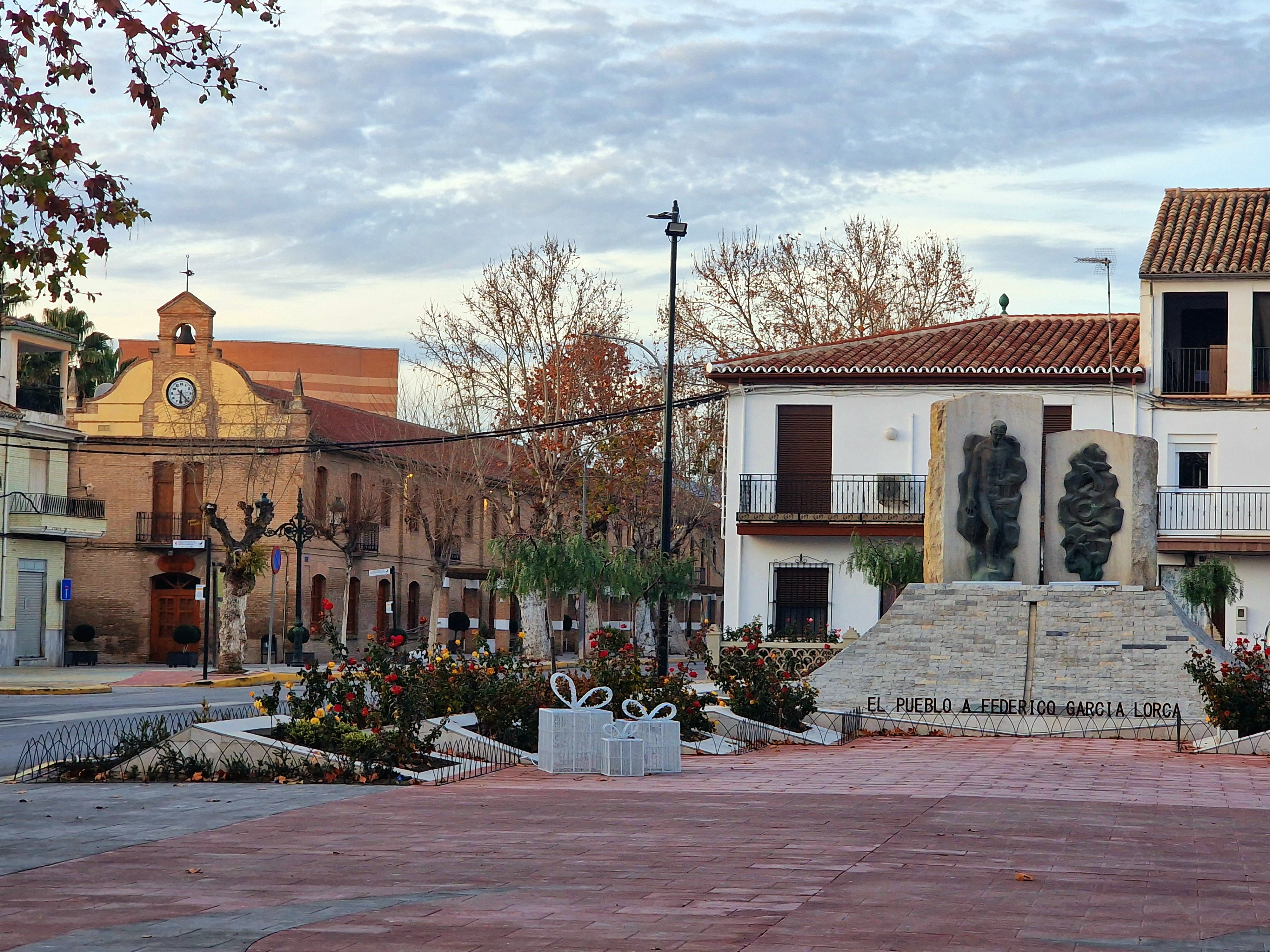
Monumento dedicado a Federico García Lorca - Fuente Vaqueros
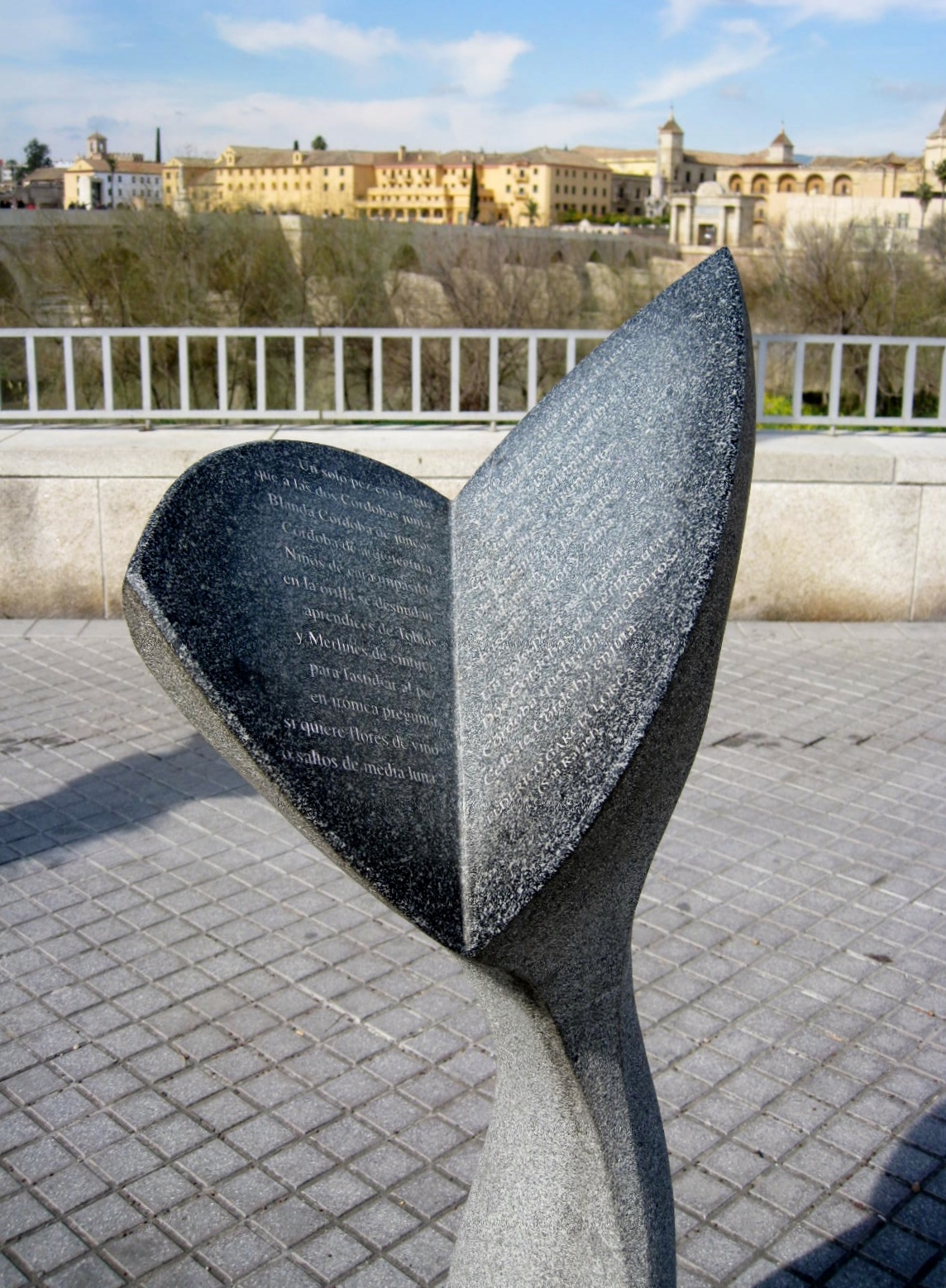
Monumento a Federico García Lorca (Córdoba).
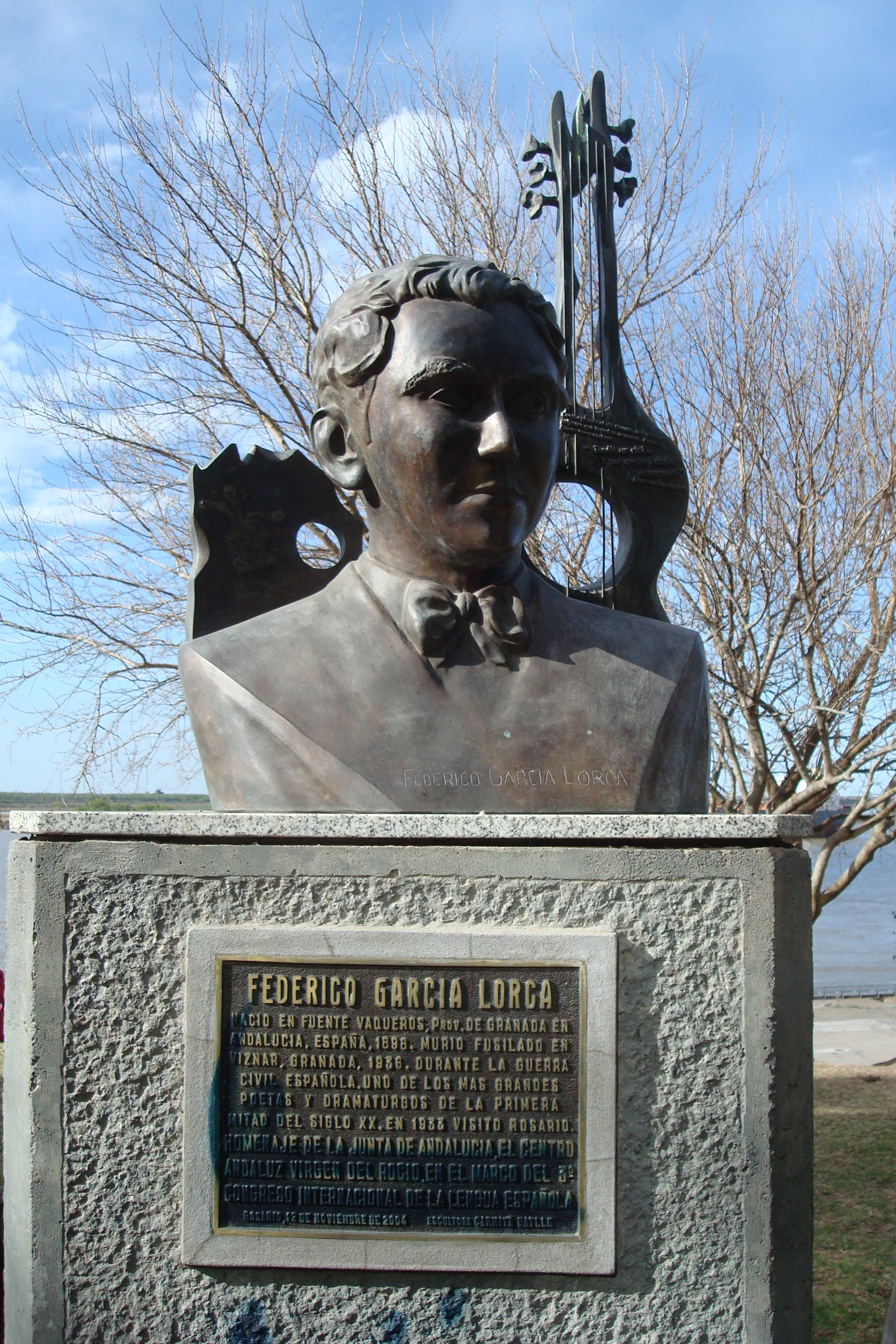
Busto en Rosario - Argentina.
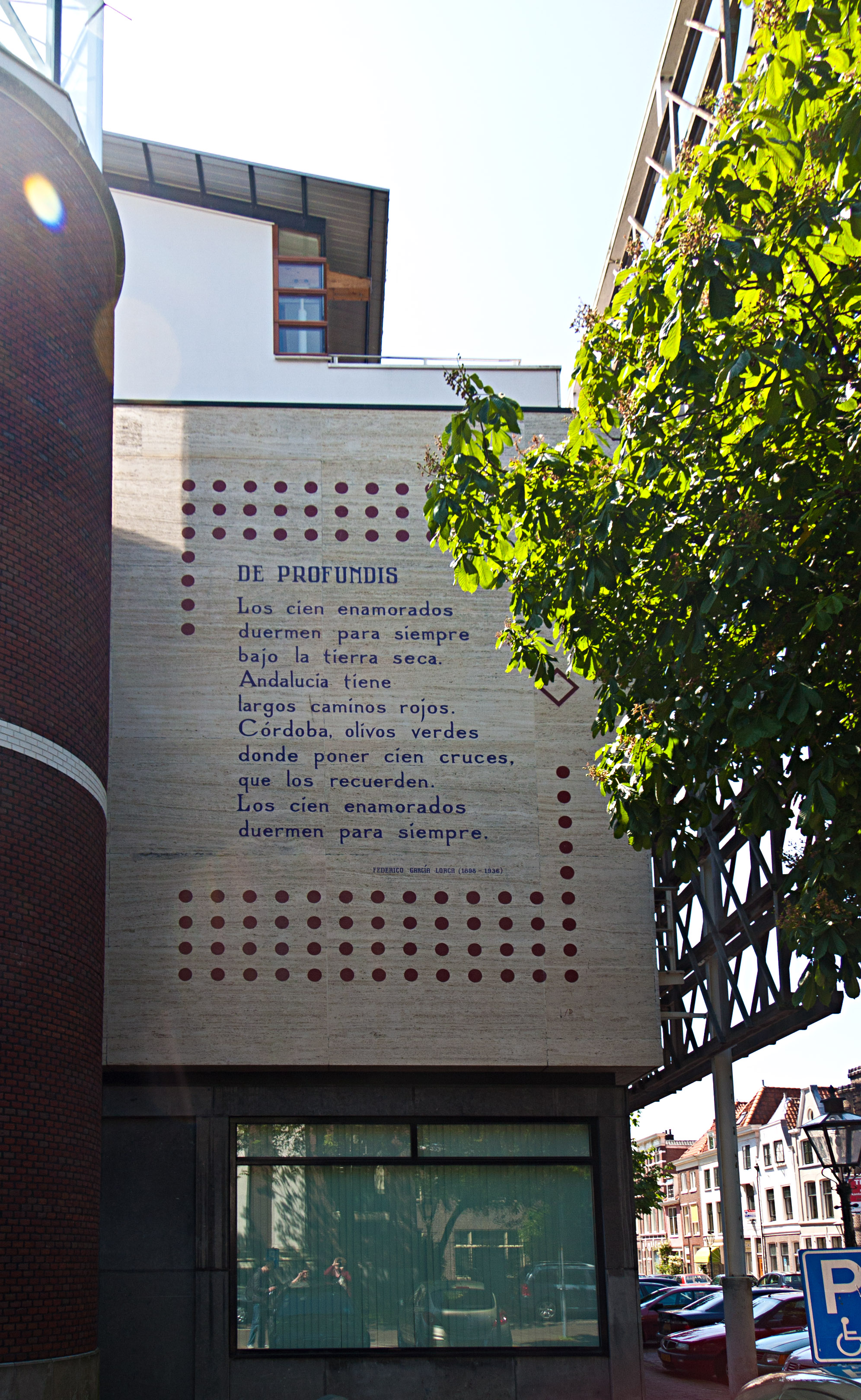
Poema mural en Leiden.